# Memento, homo, quia pulvis es, et in pulverem reverteris

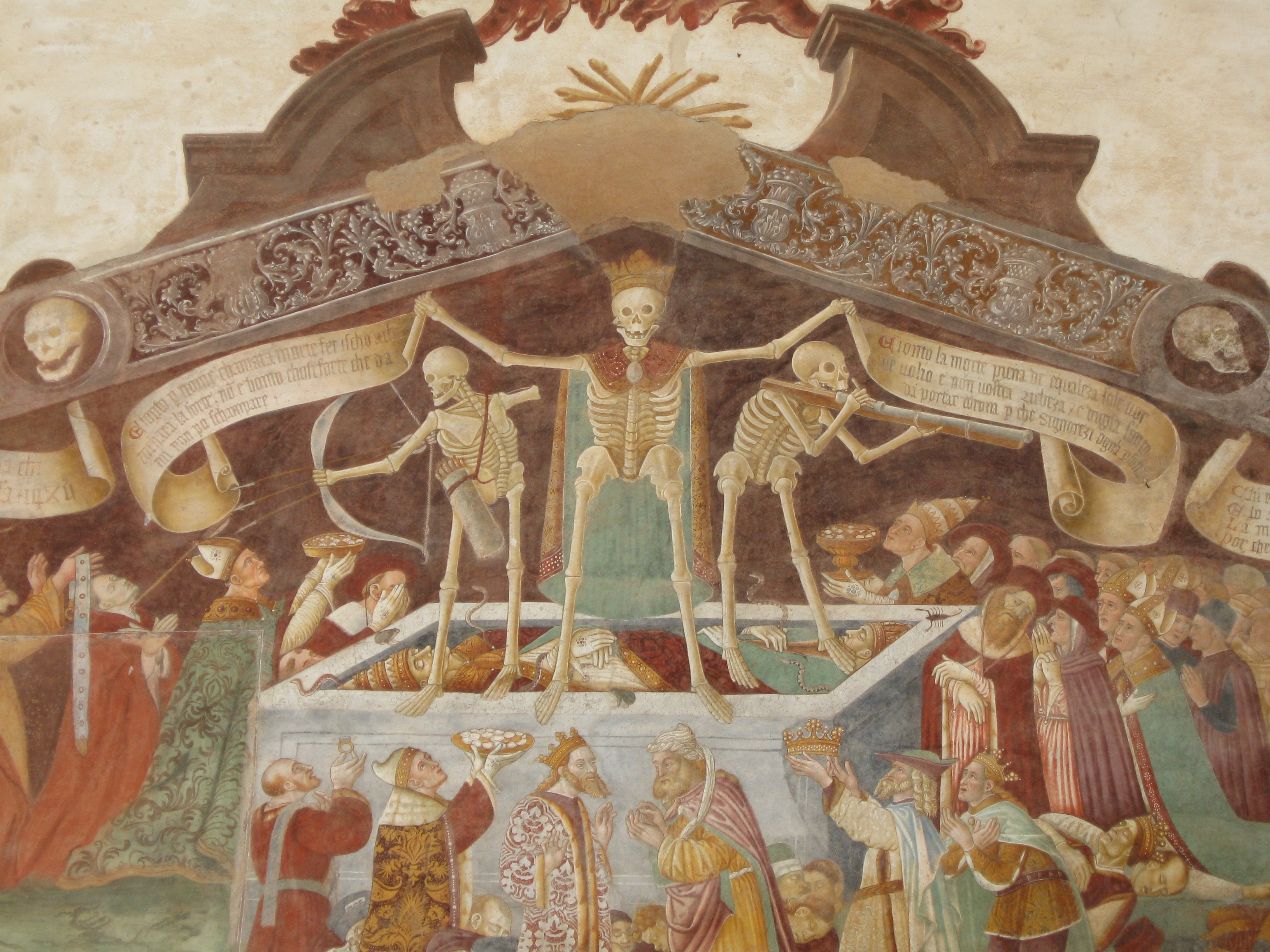
Triomf de la mort, fresc del segle XV (Oratorio dei Disciplini di Clusone).

Memento, homo, quia pulvis es, et in pulverem reverteris és una locució llatina que literalment significa: "Recorda, home, que ets pols i a la pols tornaràs".

## Origen
Les paraules quia pulvis es et in pulverem reverteris apareixen a la Bíblia Vulgata (Gènesi 3:19) quan Déu, després del pecat original, expulsa Adam del Jardí de l'Edèn, condemnant-lo a la feina i la mort: "Amb la suor del teu front menjaràs pa, fins que tornis a la terra, perquè d'ella vas ser tret; perquè ets pols, i a la pols tornaràs!".

## Expressió litúrgica
La frase s'utilitza a la litúrgia catòlica del Dimecres de Cendra, pronunciada pel celebrant mentre escampa un pessic de cendra sobre els caps dels fidels. El Dimecres de Cendra és el primer dia de Quaresma per a l'⁣Església Catòlica Romana i segueix el Dimarts de Carnaval, l'últim dia de Carnaval⁣. Tradicionalment, les cendres rituals s'obtenen cremant branques d'olivera beneïdes el Diumenge de Rams de l'any anterior. Des de la reforma litúrgica posterior al Concili Vaticà II, es poden utilitzar dues fórmules diferents per al ritu de la imposició de les cendres: Paenitemini, et credite Evangelio o la més tradicional Memento, homo, quia pulvis es, et in pulverem reverteris (traduïda respectivament per «Penediu-vos i creieu en l'⁣Evangeli⁣» i «Recordeu que sou pols i a la pols tornareu»).

## Ús en la tradició medieval
La fortuna i la persistència d'aquesta expressió, com les similars Memento mori ("Recorda que has de morir") i Memento novissimorum ("Recorda les últimes coses", és a dir, les últimes coses, inclosa la mort), es remunten no només al formulari ritual i religiós, sinó també a dos aspectes típics de la societat medieval filtrats a través dels valors cristians: la penitència com a purificació del pecat i el sentit de la mort com a final del pelegrinatge terrenal de l'home i com a final de la gràcia i la misericòrdia que Déu li ofereix per realitzar la seva vida terrenal segons el pla diví i decidir el seu destí final.
També hi ha representacions, de vegades fosques, en els temes iconogràfics de la dansa de la mort, la trobada dels tres morts i els tres vius i el triomf de la mort.

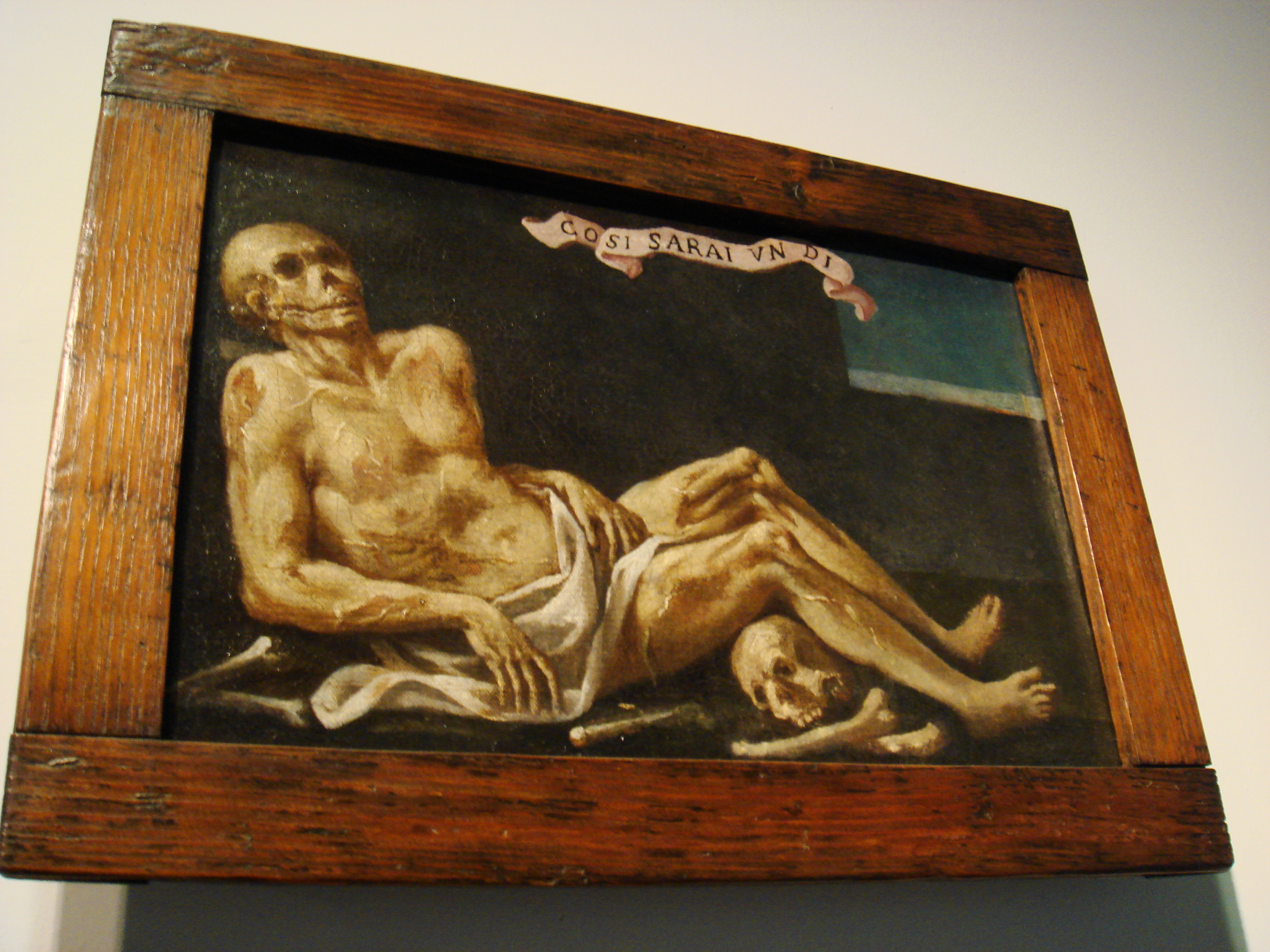
Així doncs, un dia seràs (Così sarai un dì) una pintura d'un artista anònim d'Emilia del segle XVII (Museu Estatal de San Marino).

## La transferència a la llengua comuna
Abreujada sovint com memento homo, aquesta màxima eclesiàstica s'utilitza també fora de contextos estrictament religiosos, com a advertiment general o, més específicament, com una invitació a reflexionar sobre la brevetat de la vida i la vanitat de les ambicions humanes. En usos més infreqüents, se n’accentuen els aspectes amenaçadors, fent referència a una desigualtat de forces o a un enfrontament futur i inevitable. En aquestes accepcions concretes, el terme memento pot funcionar de manera similar, tot i que el seu camp d’aplicació és més ampli.
Abreujat encara més com a mementòmo, el terme ha perdut la seva funció original d'⁣aforisme per adoptar l'aspecte i les característiques d'un substantiu normal, tot mantenint el mateix significat d'advertència, de vegades fins i tot amenaçadora, o en qualsevol cas una severa advertència, com en l'editorial d'Antonio Baldini, "Tastiera", al Corriere della Sera de l'1 de juny de 1955. En casos excepcionals també s'aplica a la persona que habitualment emet aquests avisos; més sovint, sobretot en l'àmbit popular, s'interpreta com a sinònim d'obituari, oració fúnebre pomposa, epitafi o inscripció, com en el poema satíric del mateix nom de Giuseppe Giusti del 1841. A Sardenya, però, la mateixa paraula s'utilitza per indicar el trist repicarde les campanes de la mort, com a la novel·la curta de Francesco Masala, Quelli dalle labbra bianche, Milà, Feltrinelli, 1962 (pp. 15, 102 i 114 de l'edició del 2005, Nuoro, Il Maestrale), mentre que el lingüista sard Massimo Pittau assenyala el significat d'"individu emaciat".